# Dragó de cua negra
El dragó de cua negra (Callionymus pusillus) és una espècie de peix de la família dels cal·lionímids i de l'ordre dels cipriniformes que es troba des de Lisboa (Portugal) fins a la Mediterrània septentrional (incloent-hi la mar Adriàtica, la mar Egea, la mar Negra, el Líban i Israel).